# Штрик, Александр Николаевич
Александр Николаевич Штрик (1840—1910) — генерал-лейтенант Русской императорской армии, начальник штаба 18-го армейского корпуса.

## Биография
Родился 4 (16) декабря 1840 года.
В военной службе — с 13 июня 1861 года. Учился в Новгородском графа Аракчеева кадетском корпусе (до 1861), 2-м военном Константиновском училище (1862) и Николаевской академии генерального штаба (вып. 1868).
С 1 октября 1869 года до 30 августа 1872 года был старшим адъютантом в штабе 24-й пехотной дивизии, с 28 октября 1873 года — старший адъютант штаба Московского военного округа.
Произведён в полковники 30 августа 1875 года. Был назначен 3 ноября 1876 года начальником штаба 12-й кавалерийской дивизии и участвовал с ней в русско-турецкой войне 1887—1878 гг.; 7 ноября 1877 года «у дер. Пиргос полковник А. Н. Штрик был тяжело ранен, находясь в цепи кавалерии. Ранен он был в шею с левой стороны, причем пуля прошла под правую лопатку, откуда и была извлечена полевым хирургом». Был награждён орденом Св. Владимира 4-й степени с мечами и бантом и золотым оружием «За храбрость».
С 25 марта 1890 года — генерал-майор и начальник штаба 4-го армейского корпуса; с 28 сентября 1892 года — начальник штаба 18-го армейского корпуса. 23 августа 1897 года произведён в генерал-лейтенанты с увольнением от службы, с мундиром и пенсией.
С 1881 года владел землями в Лужском уезде Санкт-Петербургской губернии, на северном побережье Щирского озера.

## Награды
- орден Св. Анны 3-й ст. (1870)
- орден Св. Станислава 2-й ст. (1872)
- орден Св. Анны 2-й ст. (1874)
- орден Св. Владимира 4-й ст. с мечами и бантом (1877)
- золотая сабля с надписью «За храбрость» (18 декабря 1877)
- орден Св. Владимира 3-й ст. с мечами (1878)
- орден Св. Анны 1-й ст. (1896)
- орден Св. Станислава 1-й ст. (1893)